# Pułk Najjaśniejszego Króla
Pułk Najjaśniejszego Króla JMci – oddział jazdy Armii Koronnej.

## Formowanie i zmiany organizacyjne
Uchwalony na sejmie 1717 roku komput wojska koronnego przewidywał pozostawienie pułku Najjaśniejszego Króla w składzie czterech chorągwi husarskich i 24 pancernych oraz 9 chorągwi lekkich. Faktycznie kwatery różnych pułków przeplatały się nawzajem i były względem siebie w znacznej odległości. Nie zorganizowano sztabu pułku. Struktura pułkowa była zatem czysto formalna, a rzeczywistymi dowódcami pułków byli porucznicy chorągwi pułkowniczych.

## Struktura organizacyjna
Struktura organizacyjna z 1699 roku:
husaria
- trzy chorągwie po 150 koni
- cztery chorągwie po 100 koni

pancerni
- jedna chorągiew 150 koni
- dwie chorągwie po 120 koni
- cztery chorągwie po 100 koni
- jedna chorągiew  90 koni

Razem w pułku: 15 chorągwi ; 1730 koni
Struktura organizacyjna z 1717 roku:
- 4 chorągwie husarskie - 265 „głów”
- 24 chorągwie pancerne - 1060 „głów”
- 9 chorągwi lekkich - 550 „głów”